# St. Ursula (Wehnde)

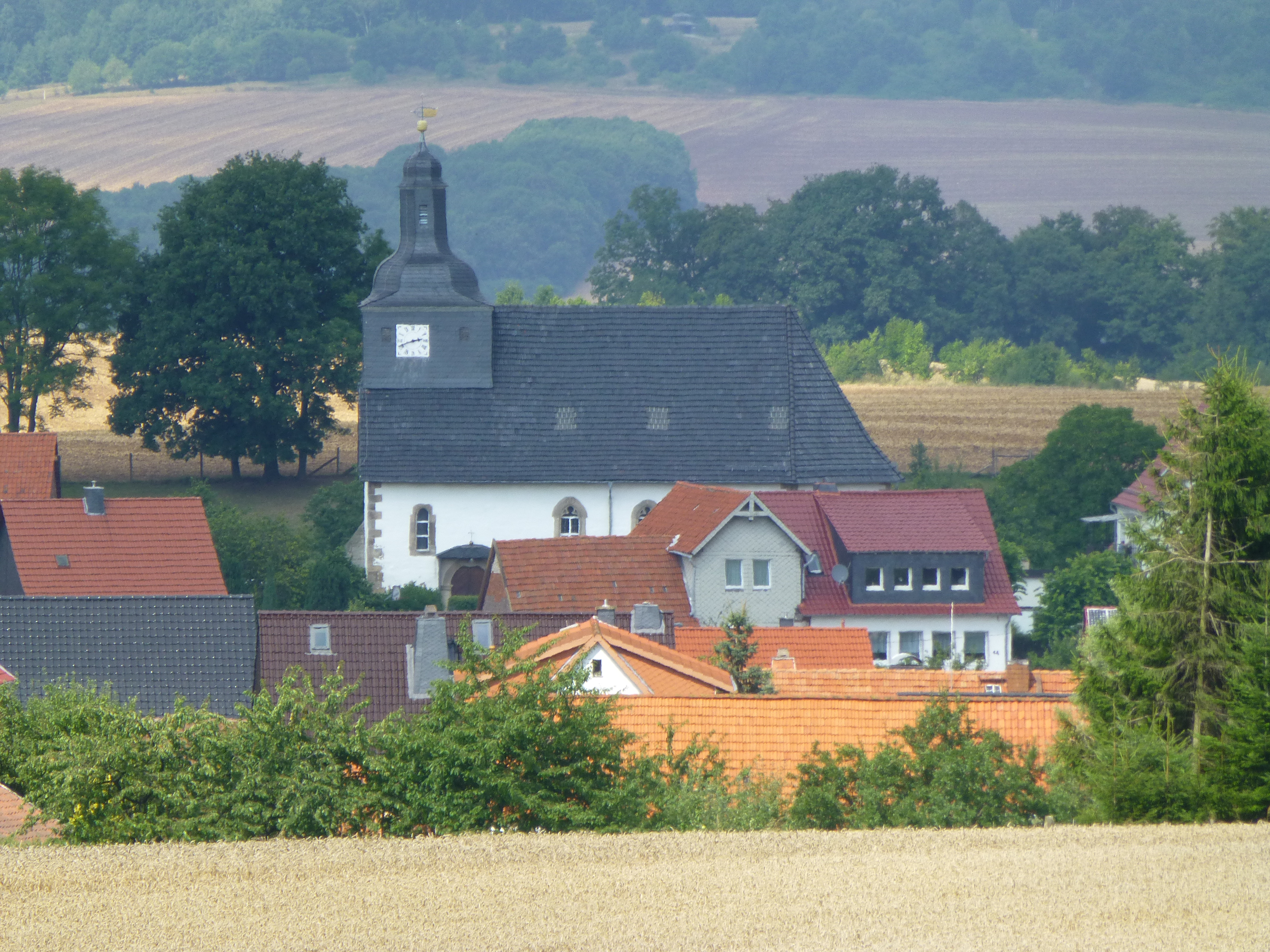
Die Kirche

Die evangelische Dorfkirche St. Ursula steht in der Gemeinde Wehnde im Landkreis Eichsfeld in Thüringen.

## Geschichte
Die Dorfkirche St. Ursula wurde 1294 erstmals urkundlich erwähnt, als Erzbischof Gerhard von Mainz vom Kloster Teistungenburg sich diese Kirche und die Kirche von Teistungen einverleibte. Am 17. August 1305 erfolgte eine weitere urkundliche Erwähnung beim Verkauf von Gütern.

## Geschichte der Kirche
Der Rittergutbesitzer Hans-Ernst von Wintzingerode gab hat mit weiteren Personen den Bau der Kirche in Auftrag. Über dem Türbogen ist mit der Jahreszahl 1670 das Erbauungsjahr eingemeißelt. Sie wurde im barocken Baustil erbaut und eingerichtet. Aus dieser Zeit sind keine Unterlagen mehr vorhanden. Damals besaß die Kirche zwei Glocken, eine Turmuhr und eine kleine Orgel.
Mit Rechnungen und Schriftverkehr aus dem Jahre 1800 werden kleinere Erhaltungsmaßnahmen nachgewiesen. Aus der damaligen Kirchenverfassung geht hervor, dass auf dem Gut die Familie von Wintzingerode lebte, die in der Kirche ihren eigenen „Stuhl“ besaß, sowie, dass die verstorbenen Familienmitglieder in der Kirchengruft beizusetzen sind. Treppe und Gruft wurden später zugemauert.
Der Schriftverkehr von 1816 belegt Glocken und eine Orgel sowie Reparaturen. 1843 wurde der letzte Wille des Königs Friedrich Wilhelm III. unter einem Rahmen am Altar angebracht. 1898 wurde eine Turmuhr angebracht.

## Ausstattung
Der barocke Altar wurde 1671/1672 in den Farben rot und schwarz aufgestellt. Rechts steht die Figur des Apostels Paulus und links Petrus. Darüber befindet sich christlicher Schmuck. Das Altargemälde stammt aus dem Jahr 1694. Der Taufengel befindet sich links vom Altar. Ein lebensgroßes Kruzifix schmückt die Kirche. Das mit christlichen Motiven über dem Gestühl und den Emporen befindliche Deckengemälde zeigt die Kreuzigung.
Die Kanzel mit Schalldeckel wirkt wie ein Kelch ohne Fuß und befindet sich auf einem Podest mit vier Evangelisten. 
Ein Mitglied der Kirchgemeinde fertigte das an Altar und Kanzel angefügte Lesepult um 1900 an und spendete es.
Der Opferstock aus massivem Holz ist vermutlich etwa so alt wie die Kirche. 
Im Jahr 1850 wurde durch den Orgelbauer Carl Heyder eine neue Orgel eingebaut, die jedoch schon 1859 aufwändig repariert werden musste.